# Nieke Kühne
Nieke Kühne (Wolenbüttel, 9 september 2004) is een Duits handbalster die als verdedigster uitkomt voor HSG Blomberg-Lippe.

## Biografie

### Clubcarrière
Kühne begon op vierjarige leeftijd met handballen bij MTV Seesen. Op zesjarige leeftijd wilde ze de overstap maken naar de E-jeugd van MTV Seesen, maar door een gebrek aan speelsters ging er een streep door dit team. Hierdoor besloot Kühne zich aan te sluiten bij Northeimer HC. Aldaar werd ze met een speciale vergunning in de B-jeugd ingezet, met wie ze uitkwam in de hoofdklasse. In 2020 maakte Kühne de overstap naar TV Hannover-Badenstedt. Met deze vereniging kwam ze uit in de de A-junioren Bundesliga. Ook kwam ze als verdediging uit voor het B-jeugdteam met wie ze in 2021 kampioen van Duitsland werd. In de finale maakte ze zeven doelpunten in een 25:17 overwinning op HSG Blomberg-Lippe.
In de zomer van 2021 maakte Kühne de overstap naar de jeugdafdeling van HSG Blomberg-Lippe. Met deze club bereikte ze de finale van het Duitse A-jeugdkampioenschap in 2022, waarin ze tekort kwamen tegen TSV Bayer Leverkusen. Ook kwam ze voor het tweede team van Blomberg-Lippe uit in de derde klasse, waarmee ze kampioen werd. In het seizoen 2021/22 kwam Kühne met haar club uit in de EHF European League. Ze maakte haar debuut voor het eerste damesteam in deze competitie tegen het Hongaar Váci NKSE. Kühne tekende in de zomer van 2022 haar eerste profcontract bij HSG Blomberg-Lippe. Haar debuut in de Bundesliga volgde op 11 september 2022 tegen Buxtehuder SV. Naast haar optredens in het eerste team, maakte Kühne in het seizoen 2022/23 ook deel uit van het A-jeugdteam. Met dit team werd ze in 2023 opnieuw Duits kampioen. In de beslissende Final Four was Kühne met 23 doelpunten topscoorster en werd ze verkozen tot beste speelster van het toernooi.

### Interlandcarrière
In 2015 werd Kühne geselecteerd voor een regionale selectie van Zuid-Nedersaksen en twee jaar later maakte ze onderdeel uit van de deelstaatselectie van Nedersaksen. Tijdens een DHB-sportscreening in 2019 Federal Performance Center Kienbaum bij Berlijn werd ze gekozen in het all-star-team van het screeningevenement. In hetzelfde jaar nam Kühne met Duitsland -15 deel aan een toernooi in het Poolse Zakopane, waar ze haar eerste drie jeugdinterlands speelde. Met Duitsland -17 won ze in 2021 een zilveren medaille op het EK -17. Met zes doelpunten was Kühne topscoorster van de Duitsers. In het volgende jaar maakte Kühne 41 doelpunten op het WK -18 waarmee ze haar land hielp aan de tiende plaats. Hierna werd Kühne overgeheveld naar de Duitse jeugdselectie, waarmee ze de elfde plaats behaalde op het EK -19 in 2023 en de negende plaats op het WK -20 in 2024.
Op 24 oktober 2024 maakte Kühne in een wedstrijd tegen Noorwegen haar debuut voor het Duitse handbalteam. Een maand later werd ze opgenomen in de selectie van Duitsland op het EK 2024 in Zwitserland, Oostenrijk en Hongarije.

## Onderscheidingen
- - EK -17 (2021)
- Negende plaats - WK -20 (2024)
- Tiende plaats - WK -18 (2022)
- Elfde plaats - EK -19 (2023)